# A magányos ügynök
A magányos ügynök 1989-es brit kalandfilm, ami a tizenhatodik James Bond-film. Timothy Dalton másodszor és utoljára alakítja Bondot ebben a részben, ahogy sorozatban ötödször és utoljára rendezett Bond-filmet John Glen. Albert R. Broccoli is utoljára vett részt producerként teljes minőségében egy Bond-film készítésében. Ez volt az első Bond-film, amit magyar mozik is bemutattak.
Dalton előző Bond-alakítása sem hozott osztatlan sikert, de A magányos ügynök története tovább rontotta Dalton megítélését Bond szerepében, és a Bond-imidzsnek is ártott: a film cselekménye a korabeli akciófilmek szintjére degradálta le a Bond-történetet. Kemény, néhol kimondottan brutális jelenetekkel, ami nem igazán passzolt a megszokott Bond-képhez. Emiatt a kudarc miatt hat évig halogatták az újabb Bond-film elkészítését. Közben Dalton is kilépett, bár 1991-re tervezték az újabb Bond-filmet vele, az szintén a korábbi kudarc miatt nem készült el.

## Cselekmény
Bond (Timothy Dalton) és CIA-s kollégája, Felix Leiter (David Hedison) Felix esküvőjére igyekszik, de előtte sikerül Franz Sanchezt (Robert Davi), a hírhedt drogbárót is elkapni. Sanchez azonban egy korrupt rendőr segítségével kiszabadul, és bosszút áll a friss házas Felixen: a nejét megöli, Felixet pedig megnyomorítja, miután cápák közé veti.
A 007-es egyből elindul a forró nyomon: Milton Krest (Anthony Zerbe) cégénél rajtaüt az áruló rendőrön és végez vele ugyanúgy cápákkal. Ezt követően az MI6 magához hívatja Jamest és közlik vele, hogy az ügy nem az övé és Isztambulba vezénylik át. Bond ebben a pillanatban kilép az ügynökségből és eltűnik főnöke, "M" (Robert Brown) szeme elől. Saját szakállára, bosszúból vezérelve indul el a kábítószer nyomán, amit Krest cégén keresztül csempésznek be az Egyesült Államokba. A tengeren eloroz egy szállítmányt, pontosabban az érte járó pénzösszeget. Összetalálkozik Pam Bovier-ral (Carey Lowell), aki amellett, hogy pilóta a DEA (Amerikai Kábítószerelennes Ügynökség) informátora is. A bárban, ahol találkoznak megérkezik Dario (Benicio del Toro), Sanchez samesza, akivel volt egy kis csetepaté.
Bond és újdonsült partere Pam Iszthumuszba utaznak, ahol egyébként az elnök mögött valójában Sanchez a karibi ország vezére. A 007-es igyekszik a drogbáró bizalmába férkőzni. A "Q" (Desmond Llewelyn) által hozott elegáns távcsöves puskával próbálja a Sanchez kaszinójának dolgozó szobájában lelőni a gengsztert, ám ekkor rajta üt két hong kongi ügynök és egy másik MI6-os. Ártalmatlanná teszik Jamest és megpróbálják Londonba visszahurcolni, ám ekkor Sanchez emberei rajtuk ütnek és Bondot kiszabadítják.
Sanchez azt hiszi, hogy éppen James volt az, aki megmentette őt a merénylőktől, ezért bizalmasává teszi és a fényűző villájában. Itt a 007-es elcsábítja Sanchez szeretőjét, Lupét (Talisa Soto) és megtudja, hogy hamarosan megérkezik a Wavekrest, Milton Krest hajója. Mivel Krest felismeri Bondot, ezért a brit ügynök "Q" és Pam segítségével beszivárog a hajójára. Ott egy kompressziós kamrában elhelyezi a tőle lopott pénzt. Persze Sanchez azt hiszi, hogy Krest bérelte fel a kaszinóban merénylőit, így végez vele.
Sanchez most már teljesen megbízik Jamesben, mivel Krest árulásáról előzetese ő ültette a bogarat a fülébe. Elviszi őt a droglaborjába, ami egy neoprotestáns vallási kegyhelynek van álcázva. Sanchez itt megmutatja a 007-esnek és leendő ázsiai dílereinek a kokain csempészetének forradalmian új módszerét: a tömböket ledarálva gázolajjal elegyítik, hogy ne tudják a vámosok kiszúrni. A kábítószert pedig később ammóniával tisztítva lehet visszanyerni. Ám felbukkan Dario is. Ő pedig persze Jamest lefüleli.
Bond a szorult helyzetben tüzet okoz a laborban, Sanchez előtt is leleplezi magát. Miközben a drogbáró menekíti a három tartálykocsiba töltött csempészetre kész kábítószert, Darióra bízza James megölését. Ám ekkor toppan be Pam és végez Darióval, így a 007-es megmenekül és Sanchez után ered.
Előbb megsemmisít két tartálykocsit, az utolsót pedig Sanchezzel együtt robbantja a levegőbe. Azonban mielőtt végez a drogbáróval, megmutatja neki azt az öngyújtót, amit Felix és felesége adott neki ajándékba az esküvőn. Ezzel bosszúja beteljesedett. 
Később a néhai Sanchez villájában bulit tartanak. Bond értesítést kap barátjától, Felixtől, hogy "M" gratulál a sikeres akcióhoz és várja vissza az MI6-ba újra duplanullás ügynökként. Bár a magára maradt Lupe igen erősen kínálkozik Bondnak, de az ő választottja Pam Bouvier maradt.

## Szereplők
| Szerep                 | Színész               | Magyar hang            | Magyar hang            |
| Szerep                 | Színész               | 1. szereposztás (1989) | 2. szereposztás (2001) |
| ---------------------- | --------------------- | ---------------------- | ---------------------- |
| James Bond             | Timothy Dalton        | Fülöp Zsigmond         | Selmeczi Roland        |
| Pam Bouvier            | Carey Lowell          | Tóth Enikő             | Bognár Gyöngyvér       |
| Franz Sanchez          | Robert Davi           | Reviczky Gábor         | Haás Vander Péter      |
| Lupe Lamora            | Talisa Soto           | Ráckevei Anna          | Horváth Lili           |
| Milton Krest           | Anthony Zerbe         | Tolnai Miklós          | Barbinek Péter         |
| Cápa                   | Frank McRae           | Kránitz Lajos          | Gesztesi Károly        |
| Felix Leiter           | David Hedison         | Szersén Gyula          | Rosta Sándor           |
| Joe Butcher professzor | Wayne Newton          | Csikos Gábor           | Botár Endre            |
| Dario                  | Benicio del Toro      | Felföldi László        | Tzafetás Roland        |
| Truman-Lodge           | Anthony Starke        | Rátóti Zoltán          | Czvetkó Sándor         |
| Ed Killifer            | Everett McGill        | Jakab Csaba            | Sörös Sándor           |
| Q                      | Desmond Llewelyn      | Benkő Gyula            | Versényi László        |
| Hector Lopez elnök     | Pedro Armendáriz, Jr. | Gruber Hugó            | ?                      |
| M                      | Robert Brown          | Szabó Ottó             | Kun Vilmos             |
| Della Churchill-Leiter | Priscilla Barnes      | Bencze Ilona           | Fullajtár Andrea       |
| Heller                 | Don Stroud            | Gáti Oszkár            | Bácskai János          |
| Miss Moneypenny        | Caroline Bliss        | Détár Enikő            | Vennes Emmy            |
| Kwang                  | Cary-Hiroyuki Tagawa  | Melis Gábor            | Rudas István           |
| Hawkins                | Grand L. Bush         | Laklóth Aladár         | ifj. Jászai László     |